# Dieterode
Dieterode là một đô thị thuộc huyện Eichsfeld nước Đức. Đô thị này có diện tích 2,79 km², dân số thời điểm 31 tháng 12 năm 2006 là 100 người.